# Bonaparte-ház
Bonaparte, olaszul Buonaparte, I. Napóleon francia császár révén híressé vált olasz–francia család.

## A Bonaparte család
A Bonaparte (Buonaparte) nevet számos itáliai család viselte a korai középkorban, különösen Firenze, Treviso és Genova városokban. Az egyik, amely 1100 előtt telepedett le Firenze környékén, a 13. században két ágra szakadt: San Miniato-ira és sarzanarira. A szarzanari-ág egyik tagja, Francesco Buonaparte a 16. század közepén Korzikára települt. Leszármazottai elsősorban közigazgatási pályákon tevékenykedtek. A Bonaparték egyes tagjai Ajaccióban, mint a város patricíusai szerepeltek. A 18. században a család három férfi tagja töltött be fontosabb szerepet Ajaccióban: Luciano Buonaparte, ennek testvére Napoleone Buonaparte és mindkettőjük unokaöccse, Carlo Buonaparte, I. Napóleon császár apja.
Napóleon apja Carlo Buonaparte, anyja pedig Letizia Ramolino volt. Harmadik – és egyben első életben maradt – gyerekük Joseph 1768-ban született, Napóleon 1769-ben, kilenc további gyerek pedig a későbbi években. Közülük hatan maradtak életben: Lucien (*1775), Élisa (*1777), Louis (* 1778), Pauline (* 1780), Caroline (* 1782) és Jérôme (* 1784).
Louis Bonaparte fia, Charles-Louis Bonaparte III. Napóleon néven francia császár lett (1852–1870). A Bonaparte név – Lucien, Louis és Jérôme leszármazottai révén – napjainkig fennmaradt.

## Bonaparte utódok
Carlo Buonaparte (Ajaccio 1746 – Montpellier 1785) felesége Maria Letizia Ramolino (Ajaccio 1750 - Róma 1836). Gyermekeik:
1. Joseph Bonaparte (Corte 1768 – Firenze 1844), Nápoly, majd Spanyolország királya, felesége Julie Clary. 
  - Julie Joséphine Bonaparte (1796–1796)
  - Zénaïde Laetitia Julie Bonaparte (1801–1854)
  - Charlotte Napoléone Bonaparte (1802–1839)
2. Napoléon (I) Bonaparte (1769–1821), Franciaország császára
  - Napoléon (II) François Joseph Charles Bonaparte (1811–1832), a császár és Maria Lujza házasságából született (a „Sasfiók”).
3. Lucien Bonaparte (1775–1840)
  - 2 lány első feleségétől, Katherina Boyertől:
  - Christine Charlotte Bonaparte (1795–1865)
  - Victoire Gertrude Bonaparte (1797–1797)
  - 10 gyermek a második feleségétől, Alexandrine von Bleschampstól:
  - Christine Charlotte Alexandrine Egypta Bonaparte (1798–1847)
  - Charles Lucien Jules Laurent Bonaparte (1803–1857), ornitológus, felesége Zénaïde Bonaparte (1801–1854)
    - Joseph Lucien Charles Napoléon Bonaparte (1824–1865)
    - Alexandrine Gertrude Zénaïde Bonaparte (1826–1828)
    - Lucien Louis Joseph Napoléon Bonaparte (1828–1895)
    - Julie Charlotte Pauline Zénaïde Laetitia Désirée Bartholomée Bonaparte (1830–1900)
    - Charlotte Honorine Joséphine Pauline Bonaparte (1832–1901)
    - Léonie Stéphanie Elise Bonaparte 1833–1839)
    - Marie Désirée Eugénie Joséphine Philomène Bonaparte (1835–1890)
    - Augusta Amélie Maximilienne Jacqueline Bonaparte (1836–1900)
    - Napoléon Charles Grégoire Jacques Philippe Bonaparte (1839–1899)
      - Zénaïde Eugénie Bonaparte (1860–1862)
      - Marie Léonie Eugénie Mathilde Jeanne Julie Zénaïde Bonaparte (1870–1947)
      - Eugénie Laetitia Barbe Caroline Lucienne Marie Jeanne Bonaparte (1872–1949)

    - Bathilde Aloïse Léonie Bonaparte (1840–1861
    - Albertine Marie Thérèse Bonaparte (1842–1842)
    - Charles Albert Bonaparte (1843–1847)

  - Laetitia Christine Bonaparte (1804–1871)
  - Joseph Lucien Bonaparte (1806–1807)
  - Jeanne Bonaparte (1807–1829)
  - Paul Marie Bonaparte (1808–1827)
  - Louis Lucien Bonaparte (1813–1891)
  - Pierre Napoléon Bonaparte (1815–1881)
    - Roland Bonaparte (1858–1924), felesége Marie Blanc
      - Marie Bonaparte (1882–1962)

    - Jeanne Bonaparte (1861–1910)

  - Antoine Lucien Bonaparte (1816–1877)
  - Alexandrine Marie Bonaparte (1818–1874)
  - Constance Bonaparte (1823–1876)
4. Marie-Anne Élisa Bonaparte (1777–1820), férje Félix Bacciochi, Toszkána nagyhercege
5. Louis Bonaparte (1778–1846), felesége Hortense de Beauharnais, Napóleon nevelt lánya
  - Napoléon Charles Bonaparte (1802–1807)
  - Napoléon-Louis Bonaparte (1804–1831)
  - Charles-Louis Napoléon (III) Bonaparte (1808–1873) császár, felesége Maria Eugenia Ignacia Augustina Palafox de Guzmán Portocarrero y Kirkpatrick (Eugenia de Montijo)
    - Napoléon Eugène Louis John Joseph Bonaparte császári herceg (1856–1879)
6. Marie Pauline Bonaparte (1780–1825), első férje Charles Leclerc, második férje Camillo Borghese herceg.
7. Maria Annunziata Caroline Bonaparte (1782–1839) férje Joachim Murat
8. Jérôme Bonaparte (1784–1860), Vesztfália királya
  - 2 gyerek az első feleségétől, Betsey Pattersontól:
  - Jérôme Napoléon Bonaparte (1805–1870), felesége Susan May Williams
    - 2 fiú:
    - Jérôme Napoléon Bonaparte II (1830–1893), felesége Caroline Le Roy Appleton Edgar
      - Louise-Eugénie Bonaparte (1873–1923), férje Adam Carl von Moltke-Huitfeld (1864-1944)
      - Jérôme Napoléon Charles Bonaparte (1878–1945), felesége Blanche Pierce Stenbeigh: nem született gyerekük.

    - Charles Joseph Bonaparte (1851–1921), felesége Ellen Channing Day

  - 3 gyerek a második feleségétől, Württembergi Katalintól:
  - Jérôme Napoléon Charles Bonaparte (1814–1847)
  - Mathilde Laetitia Wilhelmine Bonaparte (1820–1904), férje Anatole Demidoff di San Donato herceg: nem született gyermekük.
  - Napoléon Joseph Charles Paul Bonaparte (1822–1891), felesége Mária Klotild, II. Viktor Emánuel olasz király leánya
    - Napoléon Victor Jérôme Frédéric Bonaparte (1862–1926) felesége Klementina belga királyi hercegnő
      - Marie Clotilde Eugénie Alberte Laetitia Généviève Bonaparte (1912–1996)
      - Louis Jérôme Victor Emmanuel Léopold Marie Bonaparte (1914–1997) 
        - Charles Marie Jérôme Victor Bonaparte (1950–)
          - Caroline Marie Constance Bonaparte (1980–)
          - Jean-Christophe Louis Ferdinand Albéric Bonaparte (1986–)

        - Catherine Elisabeth Albérique Marie Bonaparte (1950–)
        - Laure Clémentine Geneviève Bonaparte (1952–)
        - Jérôme Xavier Marie Joseph Victor Bonaparte (1957–)

    - Napoléon Louis Joseph Jérôme Bonaparte (1864–1932) orosz tábornok
    - Marie Laetitia Eugénie Catherine Adélaïde Bonaparte (1866–1926)